# هایلی داف
هایلی داف (انگلیسی: Haylie Duff؛ زادهٔ ۱۹ فوریهٔ ۱۹۸۵) یک هنرپیشه، و خواننده اهل ایالات متحده آمریکا است. وی از سال ۱۹۹۷ میلادی تاکنون مشغول فعالیت بوده‌است. او خواهر بزرگتر بازیگر و خواننده و ترانه‌سرا هیلاری داف است.
از فیلم‌های معروف او می‌توان به بازی در فیلم دختران مادی، دخترخاله سارا، من عاشق کار شما هستم، عشق بال می‌گیرد و فیلم لیزی مک‌گوایر اشاره کرد.